# Pertunletto
Pertunletto är öar i Finland. De ligger i Bottenhavet och i kommunen Nystad i landskapet Egentliga Finland, i den sydvästra delen av landet. Öarna ligger omkring 86 kilometer nordväst om Åbo och omkring 230 kilometer väster om Helsingfors.
Arean för den av öarna koordinaterna pekar på är 0,7 hektar och dess största längd är 160 meter i sydöst-nordvästlig riktning. Närmaste större samhälle är Pyhäranta, 17,4 km öster om Pertunletto.